# THUMPχ
『THUMPχ』（サンプ・サンプ・サンプ）は、ポルノグラフィティの5作目のオリジナルアルバム。2005年4月20日にSME Recordsよりリリースされた。

## 概要
オリジナルアルバムとしては前作『WORLDILLIA』から約2年2か月ぶりのリリース。シングル「シスター」「黄昏ロマンス」、本作のリードシングル「ネオメロドラマティック」「ROLL」など、全14曲が収録されている。
2人体制になった新生・ポルノグラフィティにとって初のアルバム作品であり、Tamaが脱退を表明した2004年6月頃に制作された楽曲を中心に構成されている。
アルバムタイトルは「サンプ・サンプ・サンプ」と読み、日本語でいう「ドキドキ」を表す。ジャケットに描かれているハート形のキャラクターの名前はTHUMP MAN（サンプマン）で、ジャケットのイラストにはメンバーのシルエットが小さく描かれている。
アルバムとしては前年の『PORNO GRAFFITTI BEST BLUE'S』以来、オリジナルアルバムとしては初となるオリコンチャート1位獲得した。
2005年5月から12月にかけて、本作を引っ提げたホールツアー『C1000タケダ Presents 7thライヴサーキット "SWITCH"』を開催した。

## 収録曲
| 全編曲: ak.homma, Porno Graffitti。 |                            |           |           |       |
| #                                   | タイトル                   | 作詞      | 作曲      | 時間  |
| 1.                                  | 「Ouch!!」                 | 岡野昭仁  | 新藤晴一  | 3:58  |
| 2.                                  | 「ネオメロドラマティック」 | 新藤晴一  | ak.homma  | 3:50  |
| 3.                                  | 「東京ランドスケープ」     | 岡野昭仁  | ak.homma  | 5:04  |
| 4.                                  | 「We Love Us」             | 新藤晴一  | 岡野昭仁  | 4:33  |
| 5.                                  | 「黄昏ロマンス」           | 新藤晴一  | 新藤晴一  | 4:52  |
| 6.                                  | 「Twilight, トワイライト」 | 岡野昭仁  | 岡野昭仁  | 4:56  |
| 7.                                  | 「ROLL」                   | 岡野昭仁  | 岡野昭仁  | 4:10  |
| 8.                                  | 「シスター」               | 新藤晴一  | ak.homma  | 4:10  |
| 9.                                  | 「ドリーマー」             | 新藤晴一  | ak.homma  | 4:26  |
| 10.                                 | 「社員 on the beach」      | 新藤晴一  | 新藤晴一  | 4:16  |
| 11.                                 | 「プッシュプレイ」         | 新藤晴一  | 新藤晴一  | 4:02  |
| 12.                                 | 「うたかた」               | 岡野昭仁  | ak.homma  | 4:08  |
| 13.                                 | 「何度も」                 | 新藤晴一  | 新藤晴一  | 4:17  |
| 14.                                 | 「Let's go to the answer」 | 岡野昭仁  | 岡野昭仁  | 4:32  |
| 合計時間:                           | 合計時間:                  | 合計時間: | 合計時間: | 61:14 |

## 楽曲解説
1. Ouch!!
  - 歌詞は女性目線で、女性からみた男性の姿、男心や女心が描かれている。
2. ネオメロドラマティック
  - 17thシングル。表記はないがアルバムバージョンでの収録[注釈 2]。[要出典]
3. 東京ランドスケープ
  - 東京で生きる人たちへ向けた哀援歌[2]。
  - ライヴでは2004年の年末に開催した『5th Anniversary Special Live "PURPLE'S"』で未発表の新曲として初披露[注釈 3][3]。歌詞は同ライヴのリハーサルが始まってから書かれた[3]。また、歌詞中の「街は東京 大都会 灰色ランドスケープ」の箇所は、ライヴでは会場名や会場の地名などに変えて歌うことが多い（例としては「街は東京 武道館 最高のランドスケープ[4]」「街は代々木 大都会 灰色ランドスケープ[5]」など）。
  - ベストアルバム『PORNO GRAFFITTI BEST ACE』にも収録された。
4. We Love Us
  - 『7thライヴサーキット "SWITCH"』では、52公演中50公演で本編最終曲として披露された[注釈 4]。
  - ベストアルバム『PORNO GRAFFITTI BEST ACE』にも収録された。
5. 黄昏ロマンス
  - 16thシングル。表記はないがアルバムバージョンでの収録[注釈 5]。[要出典]
6. Twilight, トワイライト
  - 戦争をテーマにした曲であり、タイトルの「Twilight（トワイライト）」は「黄昏」や「暁」の意味を持つ。
  - 前曲「黄昏ロマンス」から繋がる形でイントロに入る。また、最初のサビまでは左音声から演奏（カラオケ風）、右音声からボーカル（アカペラ風）と音楽が分離されている。
  - ライヴでは曲の後半全てがインプロヴィゼーションとなるアレンジで披露され[6]、ライヴのヘソ（公演中盤）を担うことが多い[6][7][8]。
7. ROLL
  - 17thシングル。
8. シスター
  - 15thシングル。
9. ドリーマー
  - 間奏部分の印象的な音色はカズーという楽器によるもので、本間昭光（ak.homma）曰く『ビートルズの「レディ・マドンナ」のオマージュ』。[要出典]『7thライヴサーキット "SWITCH"』で本楽曲を披露した際にはメンバーとただすけ、NAOTO、nang-changが実際にカズーを演奏した[7]。
  - 大サビ前の「タダ今画像ガ乱レテイマス〜」の箇所は岡野が一音ずつ歌って録音した。
10. 社員 on the beach
  - "SWITCH"ツアーのサマースペシャル公演『ポルノグラフテー IN OKINAWA Shine on the beach』のタイトルナンバー。
  - タイトルは「社員」と「SHINE」を掛けたもの。
  - サビのコーラスの高いパートは新藤が担当している。
11. プッシュプレイ
  - 2004年4月頃には出来上がっていた楽曲で、同年6月頃にはレコーディングも済んでいた[9]。同年末の『5th Anniversary Special Live "PURPLE'S"』で未発表の新曲として初披露しており[3]、ライヴ音源が本作のリードシングル『ネオメロドラマティック／ROLL』に収録された。
  - スタジアム・ロックを歌った楽曲で、自身初のスタジアムライヴ『横浜ロマンスポルノ'06 〜キャッチ ザ ハネウマ〜』でも披露された[10]。また、タイトルの「プッシュプレイ」とは、歌詞にもあるように「（ライブビデオ）の始まりのボタンを押す」という意味がある。
  - 2019年に発表された50thシングル「VS」には、「あのロッカー まだ闘ってっかな？」という本楽曲の歌詞を思い起こさせる「あの少年よ こっちも戦ってんだよ」というフレーズがある[11]。
  - 2019年9月7日・8日に東京ドームで開催された『20th Anniversary Special LIVE ”NIPPONロマンスポルノ'19 〜神vs神〜”』ではオープニングナンバーとして、前述の『横浜ロマンスポルノ'06』以来13年ぶりに披露された。また、同公演の本編最終曲「VS」のアウトロでは新藤が「プッシュプレイ」のギターフレーズを奏で、岡野が「あのロッカー まだ闘ってっかな？」と歌い足してライヴを締めくくった[12][8]。
12. うたかた
  - 二胡を使った中国風な楽曲。曲はTama在籍時から存在していた[要出典]。
  - 詞は恋心や想いをはかないものとしており、蜉蝣や夜光虫に例えている。
  - ベストアルバム『PORNO GRAFFITTI BEST JOKER』にも収録された。
13. 何度も
  - 猫の視線を通し、悲しみを携えた現代社会やいくつもの感情が交錯していく人間模様を、シニカル＆ロマンチックに描写している[2]。
14. Let's go to the answer
  - レコーディングには当時のサポートメンバー5名（小畑"PUMP"隆彦、野崎森男、ただすけ、NAOTO、nang-chang）が参加し、スタジオでセッションしていくさまからイントロが始まる。
  - 本作収録曲の中で最後に出来上がった楽曲で、岡野は「この1曲でアルバムがすごく変わった」と語っている[13]。
  - 歌詞中にはそれまでリリースしてきた楽曲のタイトル[注釈 6]と、メンバーの故郷・因島が登場している[注釈 7]。また、歌詞中の「30's」とは30代を意味している[注釈 8]。
  - 2005年11月に開催した地元の小中高生を対象とした招待ライヴ『ポルノグラフィティ ライブ in 因島市』（高校生の部）では、「因島から出たけど、俺たちはどこにも負けねぇぞって曲を聴いてもらいたいと思います」と新藤が言って演奏が始まった。

## Additional Musicians
※ 野崎真助、三沢またろう、nang-changは本作のクレジット表記に準拠。
- Dr.
  - 松永俊弥（#1,#3,#6,#7,#10,#13）
  - 村石雅行（#2,#5,#8）
  - 野崎真介（#9）
  - 小畑"PUMP"隆彦（#14）
- Bass
  - 野崎森男（#3,#9,#11,#14）
  - 美久月千晴（#5,#7,#8,#10,#13）
  - バカボン鈴木（#6）
- Perc.
  - 三沢マタロー（#1,#2,#5,#7,#8,#10,#12）
- Cho.
  - 佐々木久美（#1,#4）
- Tp.
  - 小林大/斉藤幹雄（#2）
- Sax
  - 山本公樹/竹山良成（#2）
- Strings
  - NAOTO Strings（#5,#9,#10）
- Ag.
  - 林部直樹（#8）
- Sn.
  - 村石雅行/野崎真助/斉藤孝（#8）
- 二胡
  - NAOTO（#12）
- Org.
  - ただすけ（#14）
- Vin
  - NAOTO（#14）
- Other Instrument
  - ak.homma（#1-#13）
  - 南澤則賀（#14）

## 収録作品
| タイトル               | 収録作品 |
| ---------------------- | --- |
| Ouch!!                 | - 作品未収録 |
| ネオメロドラマティック | →「 ネオメロドラマティック/ROLL#収録作品 」を参照 |
| 東京ランドスケープ     | - アルバム - ベストアルバム『PORNO GRAFFITTI BEST ACE』 - ライヴ映像 - ライヴ映像作品『5th Anniversary Special Live "PURPLE'S" IN TOKYO TAIIKUKAN 2004』 - ライヴ映像作品『7th LIVE CIRCUIT "SWITCH" 2005』 - ライヴ映像作品『"ロイヤル ストレート フラッシュ" LIVE IN YOYOGI DAIICHI TAIIKUKAN 2009』 - ライヴ映像作品『16thライヴサーキット "UNFADED" Live in YOKOHAMA ARENA 2019』 - ライヴ映像作品『ポルノグラフィティ20th Anniversary Special Live Box』 |
| We Love Us             | - アルバム - ベストアルバム『PORNO GRAFFITTI BEST ACE』 - ライヴ映像 - ライヴ映像作品『7th LIVE CIRCUIT "SWITCH" 2005』 - ライヴ映像作品『横浜・淡路ロマンスポルノ'08 〜10イヤーズ ギフト〜 LIVE IN AWAJISHIMA』 |
| 黄昏ロマンス           | →「 黄昏ロマンス#収録作品 」を参照 |
| Twilight, トワイライト | - ライヴ映像 - ライヴ映像作品『7th LIVE CIRCUIT "SWITCH" 2005』 - ライヴ映像作品『ポルノグラフィティ20th Anniversary Special Live Box』 - ライヴ音源 - ライヴアルバム『"NIPPONロマンスポルノ'19〜神vs神〜" DAY1 (LIVE)』 - ライヴアルバム『"NIPPONロマンスポルノ'19〜神vs神〜" DAY2 (LIVE)』 |
| ROLL                   | →「 ネオメロドラマティック/ROLL#収録作品 」を参照 |
| シスター               | →「 シスター (ポルノグラフィティの曲)#収録作品 」を参照 |
| ドリーマー             | - ライヴ映像 - ライヴ映像作品『7th LIVE CIRCUIT "SWITCH" 2005』 - ライヴ映像作品『17thライヴサーキット "続・ポルノグラフィティ" Live at TOKYO GARDEN THEATER 2021』 |
| 社員 on the beach      | - 作品未収録 |
| プッシュプレイ         | - ライヴ映像 - ライヴ映像作品『7th LIVE CIRCUIT "SWITCH" 2005』 - ライヴ映像作品『横浜ロマンスポルノ'06 〜キャッチ ザ ハネウマ〜 IN YOKOHAMA STADIUM』 - ライヴ映像作品『ポルノグラフィティ20th Anniversary Special Live Box』 - ライヴ音源 - ライヴアルバム『"NIPPONロマンスポルノ'19〜神vs神〜" DAY1 (LIVE)』 - ライヴアルバム『"NIPPONロマンスポルノ'19〜神vs神〜" DAY2 (LIVE)』                                                                           |
| うたかた               | - アルバム - ベストアルバム『PORNO GRAFFITTI BEST JOKER』 - ライヴ映像 - ライヴ映像作品『7th LIVE CIRCUIT "SWITCH" 2005』 - ライヴ映像作品『横浜ロマンスポルノ'06 〜キャッチ ザ ハネウマ〜 IN YOKOHAMA STADIUM』 - 8thアルバム『∠TRIGGER』 - ライヴ映像作品『18thライヴサーキット "暁" Live at NIPPON BUDOKAN 2023』 |
| 何度も                 | - ライヴ映像 - ライヴ映像作品『7th LIVE CIRCUIT "SWITCH" 2005』 - ライヴ映像作品『横浜ロマンスポルノ'06 〜キャッチ ザ ハネウマ〜 IN YOKOHAMA STADIUM』 |
| Let's go to the answer | - ライヴ映像 - ライヴ映像作品『7th LIVE CIRCUIT "SWITCH" 2005』 - ライヴ映像作品『13thライヴサーキット "ラヴ・E・メール・フロム・1999" Live in MARINE MESSE FUKUOKA』 |